# Pâté haïtien
Un pâté haïtien (créole haïtien : pate ayisyen) est une pâte feuilletée cuite au four, fourrée de garnitures salées. Il est généralement garni de boeuf, de poulet, de morue, de crevettes ou de légumes. Le poivre, le thym et le piment peuvent servir à assaisonner la farce.
Avec sa pâte feuilletée, il constitue un plat emblématique résultant de l'histoire coloniale d'Haïti. 